# 巴特克莱嫩
巴特克莱嫩是德国梅克伦堡-前波莫瑞州的一个市镇。总面积23.43平方公里，总人口3643人，其中男性1833人，女性1810人（2011年12月31日），人口密度155人/平方公里。辖区：巴特克莱嫩、加伦丁（ Gallentin，人口280人）、菲希滕胡森（Fichtenhusen）、格拉斯哈根（Glashagen）、霍彭拉德（Hoppenrade）、洛斯滕（Losten）、宁多夫（Niendorf）、文迪施兰博（Wendisch Rambow）。